# پاپاسیتو لیندو
پاپاسیتو لیندو (به اسپانیایی: Papacito lindo) یک فیلم مکزیکی است که در سال ۱۹۳۹ ساخته شد. کارگردانی آن را فرناندو د فوئنتس بر عهده داشت.